# Andrew Tridgell

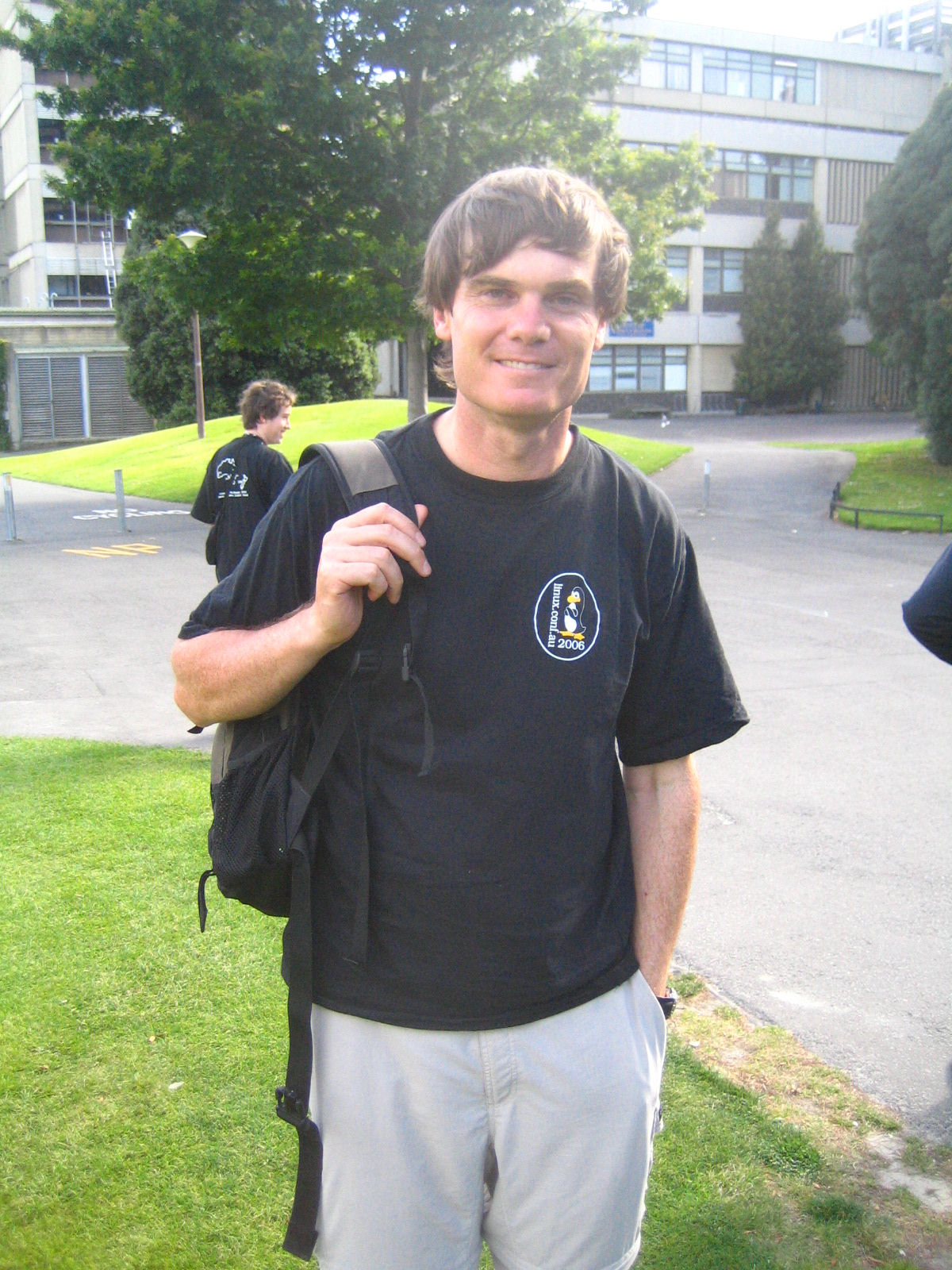

Andrew "Tridge" Tridgell (nascido em 28 de fevereiro de 1967) é um programador da Austrália famoso por suas contribuições na área de software livre.